# Hugues Cuénod

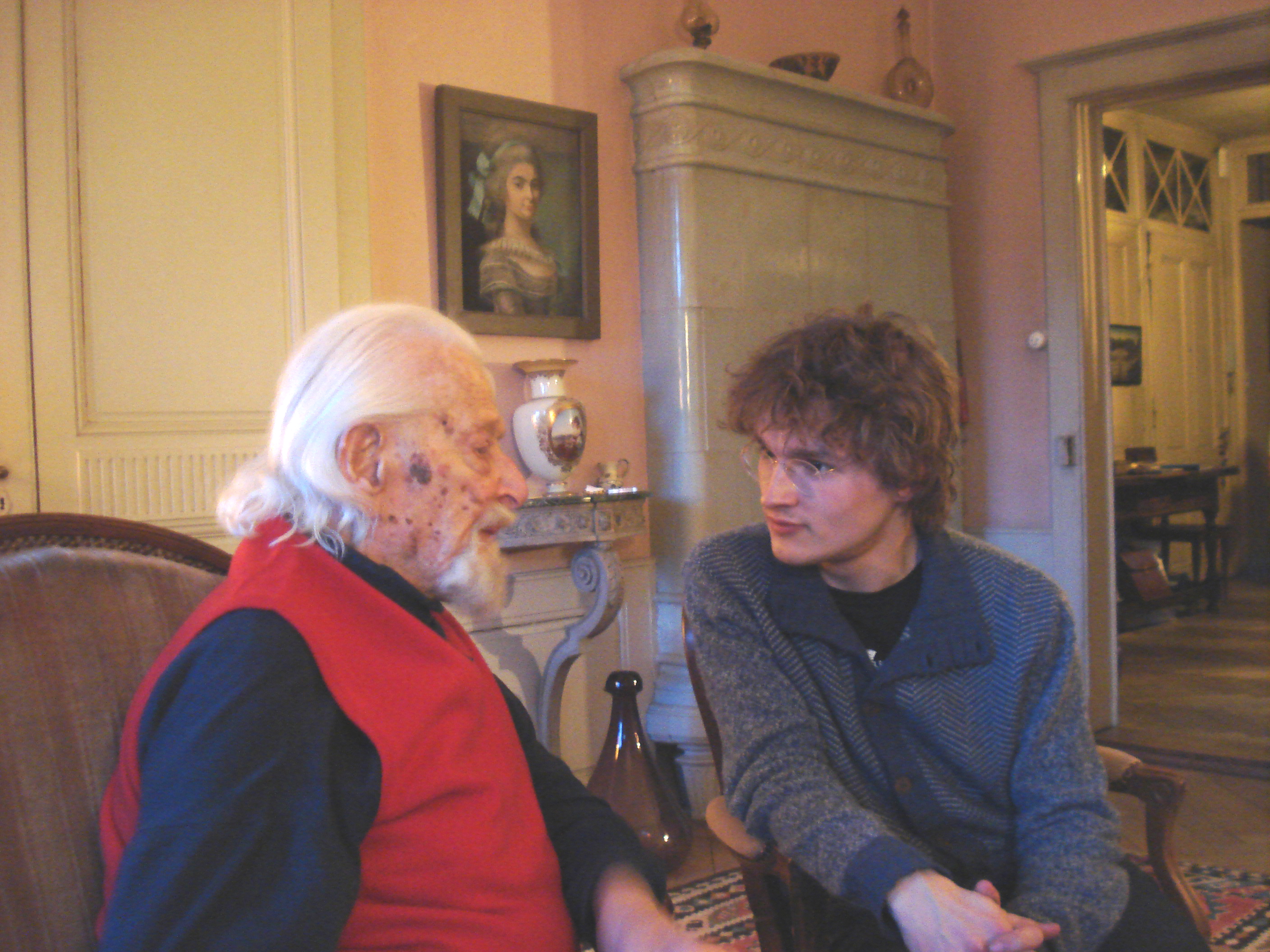
Hugues Cuénod in februari 2010 (107 jaar) met de Nederlandse violist Jeroen van der Wel

Hugues-Adhémar Cuénod (Corseaux, 26 juni 1902 – Vevey, 6 december 2010) was een Zwitsers tenor.
Cuénod maakte zijn podiumdebuut in 1928 te Parijs in de opera Jonny spielt auf van Ernst Křenek. Een jaar later stond hij op de planken in de Verenigde Staten in de operette Bitter Sweet van Noël Coward. In de jaren 30 werkte hij achtereenvolgens in Genève en Parijs. In laatstgenoemde stad studeerde hij bij muziekpedagoge Nadia Boulanger. Tussen 1937 en 1939 toerde Cuénod door Noord-Amerika. De oorlogsjaren bracht hij in eigen land door. Hij gaf les aan het conservatorium van Genève en stond vanaf 1943 in de operette Die Fledermaus in Genève. Na de oorlog zong hij onder meer in Teatro alla Scala in Milaan, in het Royal Opera House in Londen en op het Glyndebourne Opera Festival.
In 1987 stond Cuénod op 84-jarige leeftijd voor het eerst op het podium van de Metropolitan Opera in New York, waarmee hij de oudste debutant aldaar is. Hij trad er in totaal vijftien keer op in de opera Turandot van Puccini. Zijn laatste optreden gaf hij op 92-jarige leeftijd in 1994. In Mézières zong en speelde hij in de opera Jevgeni Onegin van Tsjaikovski de rol van Triquet.
Vanaf de jaren tachtig woonde Cuénod met zijn 41 jaar jongere partner Alfred Augustin in het kasteel Château de Lully in de Zwitserse regio Vaud. Bij zijn 105e verjaardag in juni 2007, kort nadat het voor homoseksuelen in Zwitserland mogelijk was geworden, gingen Cuénod en Augustin een geregistreerd partnerschap aan. 
Cuénod overleed in december 2010 op 108-jarige leeftijd.